# Tiberio Sempronio Longo
Tiberio Sempronio Longo (en latín, Tiberius Sempronius Longus; m. 210 a. C.) fue un magistrado romano.

## Carrera política
Cónsul durante el primer año de la segunda guerra púnica junto con Publio Cornelio Escipión. 
Le fue asignada Sicilia como su provincia, ya que los romanos no imaginaban que Aníbal sería capaz de atravesar los Alpes, e invadir la propia Italia. De esta forma, Sempronio fue enviado con ciento sesenta quinquerremes, mientras que Escipión fue enviado a Iberia a interceptar a Aníbal.
Por esta época, Sempronio conquistó Malta de manos de los cartagineses. y regresó a Lilibea para prepararse para ir al encuentro de la flota enemiga, la cual se desplazaba frente a la costa norte de Sicilia y de Italia, cuando fue llamado por el Senado a unirse a su colega en Italia, para frenar a Aníbal, ya que Escipión estaba herido tras la batalla del Tesino.  
Como era invierno, Sempronio temió navegar a través del Adriático, y, en consecuencia, cruzó el estrecho de Mesina con sus tropas, y en cuarenta días de marcha cruzó toda Italia hasta  Ariminum. Desde este lugar efectuó el enlace con su colega, quien se encontraba en las colinas del margen izquierdo del río Trebia. 
Como Sempronio estaba ansioso de un combate y Aníbal no lo estaba menos, se produjo una batalla general conocida como la batalla del Trebia, en la que los romanos fueron derrotados por completo, con fuertes pérdidas, y los dos cónsules debieron refugiarse dentro de las murallas de Plasencia.
En enero de 217 a. C. Sempronio regresó a Roma para supervisar las elecciones de los nuevos cónsules. Fue sucedido por Cayo Flaminio y retornó a su ejército.
Sempronio Longo después mandó en el sur de Italia y en 215 a. C. derrotó a Hannón cerca de Grumento en Lucania. Sus legiones mataron a dos mil enemigos y apresaron a doscientos ochenta más, obligando a Hannón a retirarse de Lucania, a Calabria y recuperando todos los pueblos de la región.
Fue decemvir sacris faciundis, y murió antes del año 210 a. C., dejando un hijo del mismo nombre.